# Mārtiņš Peniķis
Mārtiņš Peniķis (* 6. November 1874 in Turlavas pagasts, Gouvernement Kurland; † 28. Februar 1964 in Riga) war ein lettischer General und Oberbefehlshaber der lettischen Armee von 1928 bis 1934.

## Leben
Mārtiņš Peniķis wurde am 6. November 1874 im Hof Atālmauli im Dorf Kurschkönig als Sohn des Freibauern Mārtiņš Peniķis in einer Familie der Kurischen Könige geboren. Er besuchte die städtische Schule in der nahen Stadt Kuldīga.
1896 trat er in die Kaiserlich Russische Armee ein und diente im 133. Infanterieregiment von Simferopol. Ab 1900 studierte er in der Kriegsschule von Tschuhujiw in der Ukraine mit einem Abschluss im Jahr 1902. Er wurde zum Rang eines Podporutschik im 121. Charkiwer Infanterieregiment befördert. Während des Russisch-Japanischen Kriegs erlebte er viele Schlachten, wie die Schlacht bei Mukden. 1913 wurde er zur Zar-Nikolai Militärakademie, heute Militärakademie des Generalstabes der Streitkräfte der Russischen Föderation delegiert.

### Im Ersten Weltkrieg
In der frühen Phase des Ersten Weltkriegs diente Peniķis als Kompanieführer in Galizien und in Kämpfen bei Krakau, wo er im Dezember 1914 verwundet wurde. 1915 wurde er zum Rang eines Obersts befördert und nahm an den Kämpfen in Weißrussland teil. Im Herbst 1916 wurde er zu den lettischen Schützen transferiert und wurde Kommandeur des zweiten Rigaer lettischen Schützenregiments. Er führte sein Regiment in den Schlachten an der Aa und in der Schlacht um Riga (1917). Nach der Oktoberrevolution verließ Peniķis die Armee und blieb in dem von Deutschland besetzten Livland (Vidzeme), wo er in die Internierung geriet, aus der er 1918 entlassen wurde.

### Im lettischen Unabhängigkeitskrieg
Im Verlauf des lettischen Unabhängigkeitskriegs trat er im Dezember 1818 der neu aufgebauten lettischen Armee bei und wurde Kommandeur des Militärdistrikts Kurland. Im Juni 1919 wurde er Kommandeur aller lettischer Einheiten bei Liepāja. Im September wurde der Leiter der Militärschulen, aber als die Angriffe der von Pawel Michailowitsch Bermondt-Awaloff geführten westrussischen Befreiungsarmee begannen, kehrte er in den aktiven Dienst zurück. Er wurde Kommandeur der zweiten livländischen Infanteriedivision und löste Jorģis Zemitāns als Kommandeur der südlichen Front ab. Am 10. November begann seine Division eine massive Gegenattacke und befreite Torņakalns und andere Stadtteile Rigas am linken Ufer der Daugava. Später nahm er an der Befreiung von Lettgallen teil. Im August 1920 erreichte Peniķis die Beförderung zum General und er wurde Stabschef der lettischen Armee.

### Späteres Leben
Von 1921 bis 1924 war Peniķis Generalinspektor der Armee und von 1928 bis 1934 Oberkommandeur der lettischen Armee. 1934 erreichte er das maximale Dienstalter und ging in Pension. Danach erforschte er die lettische Geschichte, insbesondere die Militärgeschichte, die er in Vorträgen und Büchern veröffentlichte.
Während der deutschen Besatzungszeit in Lettland im Zweiten Weltkrieg wurde Peniķis die Position des Generalinspektors der neu aufgestellten lettischen Legion angeboten, die er jedoch ablehnte. Gegen Ende des Zweiten Weltkriegs emigrierte er nach Deutschland, aber 1945 entschied er sich, in das von der Sowjetunion okkupierte Lettland zurückzukehren. Er wurde keinen Repressionen ausgesetzt und führte seine Forschungen zur Militärgeschichte fort.
Mārtiņš Peniķis starb am 18. Februar 1964 in Riga. Er wurde auf dem Waldfriedhof (Meža kapi) in Riga beerdigt.

## Werke
- Senlaiku kara vēsture,
- Pasaules karš 1914.-1918. Austrumu frontē, (1929.)
- Latvijas nacionālās armijas cīņas 1919 vasarā un rudenī, (1931.)
- Latvijas armijas sākums un cīņas Latvijā līdz 1919 jūlijam, (1932.)
- Pasaules karš 1914, 1915 un 1916 un latviešu strēlnieku bataljonu-pulku cīnas I, (1937)

## Auszeichnungen
- Sankt-Stanislaus-Orden: II., III. Klasse
- Orden der Heiligen Anna: II., III., IV. Klasse
- Orden des Heiligen Georg: IV. Klasse
- Serbischer Orden des Weißen Adlers: IV. Klasse
- Georgsschwert
- Lāčplēsis-Orden: II. (1927), III. Klasse. (1920)
- Drei-Sterne-Orden: I. Klasse. (1928)
- Französischer Orden der Ehrenlegion
- Polnischer Orden Polonia Restituta und Tapferkeitskreuz: II. Klasse
- Estnisches Freiheitskreuz: I. Klasse
- Litauischer Orden Vytautas des Großen: I. Klasse, 2. Stufe
- Finnischer Orden der Weißen Rose: I. Klasse, Kommandeur (1926)
- Großkreuz des Schwedischen Schwertordens
- "Aizsargu Nopelnu krusts" (1931)
- Orden des Adlerkreuzes